# The Mopeds
The Mopeds var en svensk popgrupp från Malmö. De släppte åren 1998-2005 tre album med snabb gitarrbaserad popmusik. 
Gruppen bildades i början av 1990-talet av bröderna Jens Lindgård och Petter Lindgård tillsammans med David Carlsson. De skrev tidigt kontrakt med Vibrafon Records. Bröderna Lindgård ingår även i gruppen Damn! som brukar turnera med Timbuktu.  

## Diskografi

### Album
- 1998 – The hills are alive with the sound of mopeds
- 2001 – The land of the three
- 2005 – Fortissimo

### Singlar och EP
- 1997 – Hände hoch (ep)
- 1997 – "Life's too short too hurry" (singel)
- 1997 – "Kid is alright" (singel)
- 1998 – "She went boom" (singel)
- 1998 – Celebrate the herring (ep)
- 2001 – Steppin' on fire (singel)